# Svaz pro osvobození Ukrajiny
Svaz pro osvobození Ukrajiny (ukrajinsky Союз Визволення України; СВУ) byla politická organizace působící v letech 1914–1918 založená ukrajinskými emigranty, kteří uprchli z Ruského impéria (1721–1917) před pronásledováním ruskou carskou mocí během první ruské revoluce, v letech 1905–1907.
Svaz vznikl 4. srpna roku 1914 ve Lvově v Haličsko-vladiměřském království, během první světové války, za pomoci ministra zahraničních věcí Rakousko-Uherska s cílem podporovat ústřední velmoci (čtyřspolek zahrnující Německou říši a Rakousko-Uhersko, ke kterým se přidaly Osmanská říše a Bulharsko) ve válce proti Ruskému impériu.
Představitelé svazu se snažili získat pro Ukrajinu nezávislost na Ruskem impériu a usilovali o vytvoření monarchie pod protektorátem Rakousko-Uherska a Německa.
Svaz rozšiřoval mezi ruskými zajatci ukrajinského původu, kteří se nacházeli v zajateckých táborech v Německu, Rakousku a Maďarsku, do kterých byli na základě prosby svazu rozmístěni, národní propagandu pomocí výuky v ukrajinštině a vydáváním periodik „Ukrainische Nachrichten“, „La Revue Ukrainienne“ a „Bulletin Svazu pro osvobození Ukrajiny“ (ukrajinsky Вісник Союзу визволення України), které redigovali členové svazu Vladimir Dorošenko, Andrej Žuk a Michail Vozňak. Kromě periodik vydal svaz více než 50 knih a 30 brožur v několika jazycích.
Po roce 1917 se svaz orientoval na pomoc zajatým vojákům a ochranu etnicky ukrajinských území, která byla obsazena rakousko-uherskými a německými vojsky, protože na ně mělo zálusk Polsko.
Dne 1. května 1918 přestal svaz formálně fungovat.